# ロクサーヌ
「ロクサーヌ」（Roxanne）は、ポリスによる曲であり、1978年にシングルとして発売され、アルバム『アウトランドス・ダムール』に収録された。南フランスの娼婦について書かれた曲である。

## 解説
ポリスのリードシンガー、スティングは、1977年11月にフランスのパリにあるナッシュヴィル・クラブでの演奏時に見かけた娼婦に刺激されてこの曲を作曲した。曲の題名はホテルのロビーに掛かっていた古いポスターに載っていた『シラノ・ド・ベルジュラック』の登場人物名から取られている。
スティングは最初ボサノヴァ風の曲調にしていたが、ドラマーのスチュワート・コープランドによるタンゴのようなリズミカルな曲調にすべきという主張によって曲調が変わった。一般にレゲエ調だと思われているが、スティングはタンゴをイメージしていると述べている。録音中、スティングは誤ってスタジオにあるキーボードの上に座ってしまい、結果としてピアノの不協和音と笑い声が曲の最初に保存された。ポリスは最初、パンク全盛時にゆっくりとした曲調であるこの曲に自信を持っていなかったが、マイルズ・コープランドは曲を聴いて興奮し、マネージャーになると共に彼らの最初のレコードをA&Mレコードで取り扱うことを取り付けた。シングルは最初チャート入りしなかったが、1979年4月に再発売したときにはイギリスで12位、アメリカでは32位に達した。そして、スティングがソロキャリアで基本的に演奏するクラシックなポリスの曲の一つとなった。BBCは当初、娼婦との関係を歌ったこの曲を放送禁止にした。再発売の際、放送禁止は解除されている。
冒頭数秒間はマスターテープの回転速度が等速に到達せず、ややピッチが下がっている。
ライヴ版が『ポリス・ライヴ』のディスク1（1979年11月、ボストン録音）とディスク2（1983年11月、アトランタ録音）の両方に収録されている。
『ローリング・ストーン』誌が選んだ「史上最高のロックソング500曲（The 500 Greatest Songs of All Time）」では388位となった。

### ミュージックビデオ
ロクサーヌのビデオには3つの違うバージョンがある。第1はバンドが曲をステージ上で演奏しているものであり、コンサートのサウンドチェックのようである。第2のバージョンはサウンドステージのショットであり、バンドは赤い背景の前で演奏している。第3のバージョンは長さを除いて第2のバージョンと同じであり、ビデオテープからフィルムに移植されており、粒子が粗くなっている。

## 収録曲

### 7インチ A&M / AMS 7348(UK)
1. ロクサーヌ - 3:00
2. ピーナッツ - 2:52

## 参考書籍
- クリス・ウェルチ『ザ・ポリス/スティング全曲解説』丸山京子訳、シンコーミュージック、1996年、37-38ページ
- スティング『スティング』東本貢司訳、PHP研究所、2005年